# Gàidhealtachd
Cet article concerne le mot gaélique écossais. Ne doit pas être confondu avec le mot irlandais Gaeltacht.

Proportion de locuteurs de langue gaélique par municipalité, en Écosse en 2011.

Le mot Gàidhealtachd /kɛːəɫtaxk/(« Gaélie » en français, Gaeldom en anglais) désigne, de manière générale en gaélique écossais, les zones de forte implantation de la culture gaélique, soit les Highlands et les îles de l'ouest de l'Écosse. Le mot irlandais correspondant est Gaeltacht, qui désigne officiellement les zones territoriales où l'irlandais est significativement parlé.

## Terminologie

### Aspect linguistique
En gaélique écossais, certains noms de lieu ne prennent pas d'article, par exemple Alba (l'Écosse, sans article) ou Èirinn (l'Irlande, sans article), mais d'autres si : c'est le cas du Pays de Galles (a' Chuimrigh), de la France (an Fhraing), mais aussi de « la Gaélie » : a' Ghàidhealtachd est un nom propre de lieu, féminin singulier, accompagné de son article défini correspondant.
Contrairement à une idée reçue, il n'existe aucune différence de sens entre les orthographes « Gàidhealtachd » et « a' Ghàidhealtachd ». Dans le deuxième cas, l'introduction du « h » est due à la présence de l'article. Ce phénomène linguistique, caractéristique des langues gaéliques, est une lénition.

### Aspect administratif
Depuis le 1er avril 1996, Comhairle na Gàidhealtachd ou A' Ghàidhealtachd est aussi le nom officiel d'une zone administrative écossaise. Ce nouveau comhairle (conseil ou council en anglais) englobe plus ou moins les anciens siorrachdan (comtés ou shires en anglais) de Caithness, Sutherland, Ross and Cromarty, Inverness, Nairn, Skye, et une part de Moray et d'Argyll.

### Aspect historique
Historiquement, « la Gaélie » désignait les terres habitées par des Gaels et, dans un sens plus restreint, les endroits où l'on parlait les langues gaéliques (qui à l'origine, n'en faisaient qu'une).
Aujourd'hui, le terme Gàidhealtachd se réfère plus spécifiquement aux zones de forte implantation de la culture gaélique, en Écosse, mais aussi dans les régions gaélophones de la Nouvelle-Écosse, au Canada.
Dans de nombreuses régions des Highlands, le gaélique a été supplanté par l'anglais en tant que langue principale et, dans d'autres, c'est le scots qui était la première langue. Ainsi, des régions de culture gaélique ne comptent-elles que peu de locuteurs de cette langue ; c'est la raison pour laquelle a' Ghàidhealtachd voit son sens se restreindre aux régions, non seulement de culture et d'héritage gaélique, mais encore où le gaélique est parlé couramment.
Galldachd (Gall-dom en anglais, où Gall désigne quelqu'un n'étant pas un gaël, étymologiquement relié à gaulois) est souvent utilisé pour parler des Lowlands. Toutefois, les Hébrides sont également appelée Innse Gall en raison de la présence historique des vikings.

## Histoire
Dans le passé, la Gàidhealtachd aurait inclus la majorité de l'Écosse contemporaine, à l'exception de l'extrême sud-est et des îles du nord (Shetland et Orcades) ; en effet, nombre de villes d'Écosse tirent leur nom du gaélique : Dundee (Dùn Deagh), Inverness (Inbhir Nis), Stirling (Sruighlea), Argyll (Earra-Ghàidheal), Galloway (Gall-Ghaidhealaibh)…
Les locuteurs gaéliques issus de régions aujourd'hui majoritairement anglophones comptent dans leurs rangs George Buchanan, Robert the Bruce et Margaret McMurray.
Des raisons historiques, au nombre desquelles l'utilisation du scots à la cour royale d'Édimbourg et le développement de bourgs marchands dans le sud et l'est du pays, ont massivement réduit la Gàidhealtachd. Son étendue se restreint aujourd'hui aux Hébrides et aux territoires du nord-ouest (principalement Loch Alsh et Argyll and Bute, se reporter à la carte). À noter que des noyaux de locuteurs gaéliques existent à Édimbourg et Glasgow.

## La Gàidhealtachd canadienne

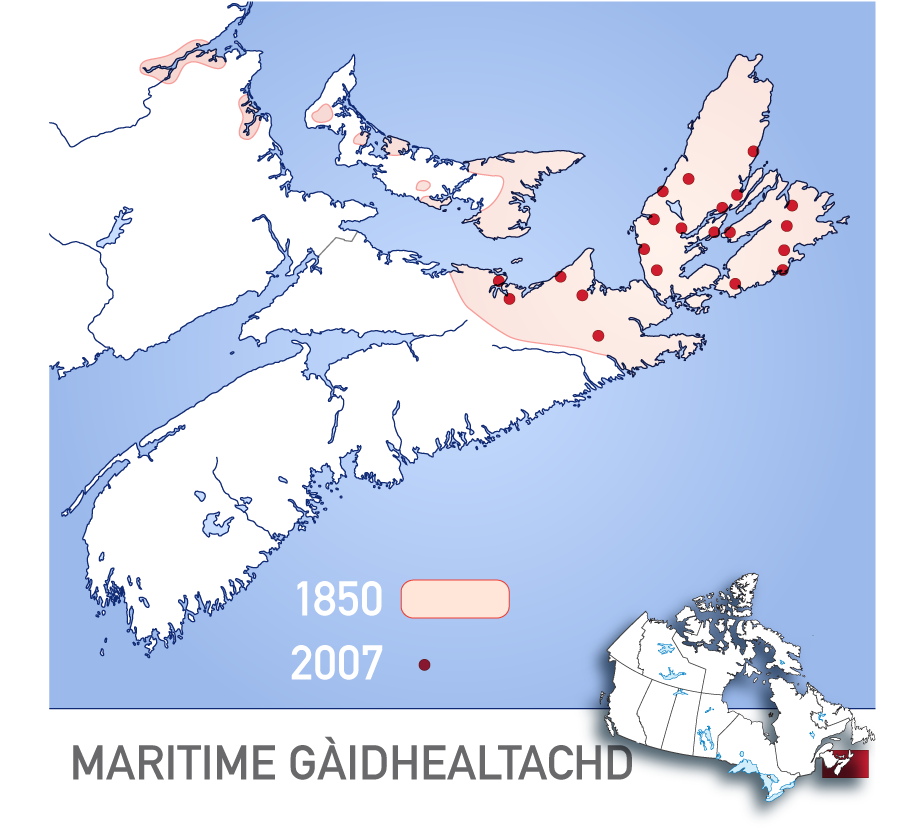
Les régions du Canada maritime où est parlé le gaélique écossais.

Le gaélique écossais a subsisté parmi les communautés descendues des immigrants écossais arrivés à l'époque des Highland Clearances. Ceux-ci se trouvent aujourd'hui dans l'est du Canada, en Nouvelle-Écosse (en particulier à l'Île du Cap-Breton), à l'Île-du-Prince-Édouard et Terre-Neuve-et-Labrador. Ces régions où est parlé le gaélique peuvent également être appelées Gàidhealtachdan.